# Dinocarida
Dinocarida – gromada wymarłych zwierząt, żyjących od kambru do dewonu.

## Najbardziej znane rodzaje
- Amplectobelua
- Anomalocaris
- Kerygmachela
- Laggania
- Opabinia
- Pambdelurion
- Parapeytoia